# Strömbäcks glasbruk
Strömbäcks glasbruk, först Ströms glasbruk, var ett glasbruk som grundades 1748 av Olof Malmerfelt ett par mil söder om Umeå, Västerbotten. Det var en central del av den västerbottniska bruksindustrin.
För 400 daler kopparmynt köpte köpte lagman Olof Malmerfelt 1748 en tomt för att där anlägga Strömbäcks glasbruk. Enligt Hülphers beskrivning över Västerbotten (1789) var det landshövdingen Olof Malmerfelt och direktören Pehr Fahlander som efter 1751 års privilegium lät bygga Strömbäcks glasbruk. Glasbruket kom att ligga vid byn Ström söder om Umeå. Det var det första glasbruket i Norrland. Christian Fillion tillkallades från Tyskland som glasmästare, och glasblåsarna inkallades från Böhmen. Verksamheten var inriktad på bruksföremål och grönt fönsterglas. Eftersom Fillion fick problem med staten fick bruket upphöra med sin verksamhet efter sju år, och det bytte år 1778 ägare, bokhållare Anders Qwist. Fillion uppförde en annan glashytta vid Strömsbäcken en bit från Ström, och när den brann ner uppförde han en tredje vid Strömbäck. 
Glasbrukets glansperiod började när Åberg & Grahn köpte upp det 1821. År 1853, när Häggströms handelshus blev ägare, hade det 93 anställda. Fortfarande var grönt fönsterglas brukets viktigaste produkt, men vid Strömbäck började bruket också tillverka vitt glas och lyxartiklar såsom ljuskronor. Bruket hade en egen affär i Gamla stan i Stockholm. Bruket lades ner 1880 eftersom den svenska tillverkningen inte kunde tillåta en prissättning som kunde konkurrera med Tyskland och Belgien, och hyttan revs 1892. Marken omvandlades till storjordbruk.
Vid glasbruket uppfördes en herrgård, numera riven. Där bedrevs också hingstavel.